# Campionato europeo maschile di pallacanestro 2025
Il Campionato europeo maschile di pallacanestro 2025, noto anche come EuroBasket 2025, sarà la 42ª edizione del continentale, nonché il secondo dopo la decisione di tenere l'evento ogni quattro anni con un sistema di qualificazione simile ai Campionati mondiali. Il torneo sarà organizzato congiuntamente da quattro paesi: le partite della fase a gironi si giocheranno in Lettonia, Cipro, Finlandia e Polonia, mentre la fase a eliminazione diretta si terrà a Riga, in Lettonia.

## Organizzazione
Sei paesi hanno presentato domanda per organizzare l'evento: Cipro, Finlandia, Ungheria, Lettonia, Russia e Ucraina.
L'Ungheria ha ritirato la propria offerta nel gennaio 2023 a causa di problemi finanziari, mentre l'offerta della Russia è stata sospesa a causa dell'invasione dell'Ucraina.
Il 28 marzo 2022 è stata ufficializzata l'assegnazione della fase finale all'Arena Riga di Riga in Lettonia, mentre la prima fase si giocherà tra Limassol (Cipro) e Tampere (Finlandia).
L'Ucraina era un'opzione per essere la quarta nazione ospitante durante la fase a gironi. A causa dell'invasione russa del paese, la Polonia è stata nominata il quarto paese a ospitare il 17 settembre 2022.

## Squadre partecipanti
| Squadra              | Qualificata in quanto | Data di qualificazione | Par. | Ult.                           | Miglior risultato                 |
| -------------------- | --------------------- | ---------------------- | ---- | ------------------------------ | --------------------------------- |
| Cipro                | Paese organizzatore   | 22 marzo 2022          | 1ª   | Nessuna apparizione precedente | Debutto                           |
| Finlandia            | Paese organizzatore   | 22 marzo 2022          | 18ª  | 2022                           | 6º posto (1967)                   |
| Lettonia             | Paese organizzatore   | 22 marzo 2022          | 15ª  | 2017                           | Campione (1935)                   |
| Polonia              | Paese organizzatore   | 17 settembre 2022      | 30ª  | 2022                           | Secondo posto (1963)              |
| Serbia               | Gruppo G              | 24 novembre 2024       | 8ª   | 2022                           | Secondo posto (2009, 2017)        |
| Lituania             | Gruppo H              | 24 novembre 2024       | 16ª  | 2022                           | Campione (1937, 1939, 2003)       |
| Slovenia             | Gruppo A              | 25 november 2024       | 15ª  | 2022                           | Campione (2017)                   |
| Israele              | Gruppo A              | 25 november 2024       | 31ª  | 2022                           | Secondo Posto (1979)              |
| Turchia              | Gruppo B              | 25 november 2024       | 26ª  | 2022                           | Secondo Posto (2001)              |
| Italia               | Gruppo B              | 25 november 2024       | 39ª  | 2022                           | Campione (1983, 1999)             |
| Spagna               | Gruppo C              | 25 november 2024       | 33ª  | 2022                           | Campione (2009, 2011, 2015, 2022) |
| Belgio               | Gruppo C              | 20 febbraio 2025       | 19ª  | 2022                           | 4º posto (1947)                   |
| Grecia               | Gruppo F              | 21 febbraio 2025       | 29ª  | 2022                           | Campione (1987, 2005)             |
| Georgia              | Gruppo G              | 21 febbraio 2025       | 6ª   | 2022                           | 11º posto (2011)                  |
| Estonia              | Gruppo H              | 21 febbraio 2025       | 7ª   | 2022                           | 5º posto (1937, 1939)             |
| Gran Bretagna        | Gruppo F              | 21 febbraio 2025       | 6ª   | 2022                           | 13º posto (2009, 2011, 2013)      |
| Rep. Ceca            | Gruppo F              | 21 febbraio 2025       | 7ª   | 2022                           | 7º posto (2015)                   |
| Francia              | Gruppo E              | 21 febbraio 2025       | 40ª  | 2022                           | Campione (2013)                   |
| Bosnia ed Erzegovina | Gruppo E              | 21 febbraio 2025       | 11ª  | 2022                           | 8º posto (1993)                   |
| Portogallo           | Gruppo A              | 21 febbraio 2025       | 4ª   | 2011                           | 9º posto (2007)                   |
| Germania             | Gruppo D              | 23 febbraio 2025       | 26ª  | 2022                           | Campione (1993)                   |
| Montenegro           | Gruppo D              | 23 febbraio 2025       | 26ª  | 2022                           | 3º posto (2017)                   |
| Svezia               | Gruppo D              | 23 febbraio 2025       | 18ª  | 2013                           | 11º posto (1995)                  |
| Islanda              | Gruppo B              | 23 febbraio 2025       | 3ª   | 2017                           | 24º posto (2015, 2017)            |

## Sedi delle partite
| Fase                         | Impianto                         | Spettatori | Foto | Città    |
| ---------------------------- | -------------------------------- | ---------- | ---- | -------- |
| Fase a gironi e Seconda fase | Arena Riga                       | 11.200     |      | Riga     |
| Fase a gironi                | Centro atletico Spyros Kyprianou | 9.600      |      | Limassol |
| Fase a gironi                | Nokia Arena                      | 13.455     |      | Tampere  |
| Fase a gironi                | Spodek                           | 11.036     |      | Katowice |

## Sorteggio e formula
Il sorteggio si svolgerà a Riga, in Lettonia, il 27 marzo 2025.
Ciascuno dei quattro paesi ospitanti (Cipro, Finlandia, Lettonia e Polonia) avrà il diritto di selezionare una federazione partner per criteri commerciali e di marketing. Queste squadre verrebbero automaticamente inserite nello stesso gruppo del paese partner prescelto.
Le 24 squadre qualificate saranno teste di serie in base alla classifica mondiale maschile FIBA.
Il sorteggio per determinare la designazione anticipata dei gruppi nelle città ospitanti di FIBA EuroBasket 2025 si è svolto il 24 giugno a Lubiana. La richiesta dei quattro paesi ospitanti di assegnare in anticipo i gironi alle città ospitanti per la 42ª edizione del torneo è stata approvata dal Board di FIBA Europe nella riunione di giugno.
I risultati del sorteggio sono i seguenti: il Gruppo A della Lettonia si giocherà a Riga, il Gruppo B della Finlandia si giocherà a Tampere, il Gruppo C di Cipro si giocherà a Limassol ed il Gruppo D della Polonia si giocherà a Katowice.
La composizione dei gironi dopo il sorteggio è stata la seguente:
| Gruppo A   | Gruppo B      | Gruppo C             | Gruppo D |
| ---------- | ------------- | -------------------- | -------- |
| Portogallo | Germania      | Cipro                | Islanda  |
| Estonia    | Finlandia     | Italia               | Francia  |
| Lettonia   | Gran Bretagna | Georgia              | Slovenia |
| Turchia    | Lituania      | Spagna               | Polonia  |
| Serbia     | Svezia        | Grecia               | Belgio   |
| Rep. Ceca  | Montenegro    | Bosnia ed Erzegovina | Israele  |

Al termine dei gironi le prime quattro classificate di ciascun gruppo parteciperanno alla fase finale a eliminazione diretta, partendo dagli ottavi di finale.

## Risultati

### Fase a gruppi

#### Gruppo A
| Pos. | Squadra    | Pt | G | V | P | PF | PS | DP |
| ---- | ---------- | -- | - | - | - | -- | -- | -- |
| 1.   | Estonia    | 0  | 0 | 0 | 0 | 0  | 0  | 0  |
| 2.   | Lettonia   | 0  | 0 | 0 | 0 | 0  | 0  | 0  |
| 3.   | Portogallo | 0  | 0 | 0 | 0 | 0  | 0  | 0  |
| 4.   | Rep. Ceca  | 0  | 0 | 0 | 0 | 0  | 0  | 0  |
| 5.   | Serbia     | 0  | 0 | 0 | 0 | 0  | 0  | 0  |
| 6.   | Turchia    | 0  | 0 | 0 | 0 | 0  | 0  | 0  |

| Riga 27 agosto 2025 | Rep. Ceca | – | Portogallo | Arena Riga |

| Riga 27 agosto 2025 | Serbia | – | Estonia | Arena Riga |

| Riga 27 agosto 2025 | Lettonia | – | Turchia | Arena Riga |

| Riga 29 agosto 2025 | Portogallo | – | Serbia | Arena Riga |

| Riga 29 agosto 2025 | Turchia | – | Rep. Ceca | Arena Riga |

| Riga 29 agosto 2025 | Estonia | – | Lettonia | Arena Riga |

| Riga 30 agosto 2025 | Turchia | – | Portogallo | Arena Riga |

| Riga 30 agosto 2025 | Lettonia | – | Serbia | Arena Riga |

| Riga 30 agosto 2025 | Rep. Ceca | – | Estonia | Arena Riga |

| Riga 1º settembre 2025 | Portogallo | – | Lettonia | Arena Riga |

| Riga 1º settembre 2025 | Estonia | – | Turchia | Arena Riga |

| Riga 1º settembre 2025 | Serbia | – | Rep. Ceca | Arena Riga |

| Riga 3 settembre 2025 | Estonia | – | Portogallo | Arena Riga |

| Riga 3 settembre 2025 | Rep. Ceca | – | Lettonia | Arena Riga |

| Riga 3 settembre 2025 | Turchia | – | Serbia | Arena Riga |

#### Gruppo B
| Pos. | Squadra       | Pt | G | V | P | PF | PS | DP |
| ---- | ------------- | -- | - | - | - | -- | -- | -- |
| 1.   | Finlandia     | 0  | 0 | 0 | 0 | 0  | 0  | 0  |
| 2.   | Germania      | 0  | 0 | 0 | 0 | 0  | 0  | 0  |
| 3.   | Gran Bretagna | 0  | 0 | 0 | 0 | 0  | 0  | 0  |
| 4.   | Lituania      | 0  | 0 | 0 | 0 | 0  | 0  | 0  |
| 5.   | Montenegro    | 0  | 0 | 0 | 0 | 0  | 0  | 0  |
| 6.   | Svezia        | 0  | 0 | 0 | 0 | 0  | 0  | 0  |

| Tampere 27 agosto 2025 | Montenegro | – | Germania | Nokia Arena |

| Tampere 27 agosto 2025 | Svezia | – | Finlandia | Nokia Arena |

| Tampere 27 agosto 2025 | Gran Bretagna | – | Lituania | Nokia Arena |

| Tampere 29 agosto 2025 | Germania | – | Svezia | Nokia Arena |

| Tampere 29 agosto 2025 | Lituania | – | Montenegro | Nokia Arena |

| Tampere 29 agosto 2025 | Finlandia | – | Gran Bretagna | Nokia Arena |

| Tampere 30 agosto 2025 | Lituania | – | Germania | Nokia Arena |

| Tampere 30 agosto 2025 | Gran Bretagna | – | Svezia | Nokia Arena |

| Tampere 30 agosto 2025 | Montenegro | – | Finlandia | Nokia Arena |

| Tampere 1º settembre 2025 | Germania | – | Gran Bretagna | Nokia Arena |

| Tampere 1º settembre 2025 | Finlandia | – | Lituania | Nokia Arena |

| Tampere 1º settembre 2025 | Svezia | – | Montenegro | Nokia Arena |

| Tampere 3 settembre 2025 | Finlandia | – | Germania | Nokia Arena |

| Tampere 3 settembre 2025 | Montenegro | – | Gran Bretagna | Nokia Arena |

| Tampere 3 settembre 2025 | Lituania | – | Svezia | Nokia Arena |

#### Gruppo C
| Pos. | Squadra              | Pt | G | V | P | PF | PS | DP |
| ---- | -------------------- | -- | - | - | - | -- | -- | -- |
| 1.   | Bosnia ed Erzegovina | 0  | 0 | 0 | 0 | 0  | 0  | 0  |
| 2.   | Cipro                | 0  | 0 | 0 | 0 | 0  | 0  | 0  |
| 3.   | Georgia              | 0  | 0 | 0 | 0 | 0  | 0  | 0  |
| 4.   | Grecia               | 0  | 0 | 0 | 0 | 0  | 0  | 0  |
| 5.   | Italia               | 0  | 0 | 0 | 0 | 0  | 0  | 0  |
| 6.   | Spagna               | 0  | 0 | 0 | 0 | 0  | 0  | 0  |

| Limassol 28 agosto 2025 | Bosnia ed Erzegovina | – | Cipro | Centro atletico Spyros Kyprianou |

| Limassol 28 agosto 2025 | Grecia | – | Italia | Centro atletico Spyros Kyprianou |

| Limassol 28 agosto 2025 | Georgia | – | Spagna | Centro atletico Spyros Kyprianou |

| Limassol 30 agosto 2025 | Cipro | – | Grecia | Centro atletico Spyros Kyprianou |

| Limassol 30 agosto 2025 | Spagna | – | Bosnia ed Erzegovina | Centro atletico Spyros Kyprianou |

| Limassol 30 agosto 2025 | Italia | – | Georgia | Centro atletico Spyros Kyprianou |

| Limassol 31 agosto 2025 | Spagna | – | Cipro | Centro atletico Spyros Kyprianou |

| Limassol 31 agosto 2025 | Georgia | – | Grecia | Centro atletico Spyros Kyprianou |

| Limassol 31 agosto 2025 | Bosnia ed Erzegovina | – | Italia | Centro atletico Spyros Kyprianou |

| Limassol 2 settembre 2025 | Cipro | – | Georgia | Centro atletico Spyros Kyprianou |

| Limassol 2 settembre 2025 | Italia | – | Spagna | Centro atletico Spyros Kyprianou |

| Limassol 2 settembre 2025 | Grecia | – | Bosnia ed Erzegovina | Centro atletico Spyros Kyprianou |

| Limassol 4 settembre 2025 | Italia | – | Cipro | Centro atletico Spyros Kyprianou |

| Limassol 4 settembre 2025 | Bosnia ed Erzegovina | – | Georgia | Centro atletico Spyros Kyprianou |

| Limassol 4 settembre 2025 | Spagna | – | Grecia | Centro atletico Spyros Kyprianou |

#### Gruppo D
| Pos. | Squadra  | Pt | G | V | P | PF | PS | DP |
| ---- | -------- | -- | - | - | - | -- | -- | -- |
| 1.   | Belgio   | 0  | 0 | 0 | 0 | 0  | 0  | 0  |
| 2.   | Francia  | 0  | 0 | 0 | 0 | 0  | 0  | 0  |
| 3.   | Islanda  | 0  | 0 | 0 | 0 | 0  | 0  | 0  |
| 4.   | Israele  | 0  | 0 | 0 | 0 | 0  | 0  | 0  |
| 5.   | Polonia  | 0  | 0 | 0 | 0 | 0  | 0  | 0  |
| 6.   | Slovenia | 0  | 0 | 0 | 0 | 0  | 0  | 0  |

| Katowice 28 agosto 2025 | Israele | – | Islanda | Spodek |

| Katowice 28 agosto 2025 | Belgio | – | Francia | Spodek |

| Katowice 28 agosto 2025 | Slovenia | – | Polonia | Spodek |

| Katowice 30 agosto 2025 | Islanda | – | Belgio | Spodek |

| Katowice 30 agosto 2025 | Polonia | – | Israele | Spodek |

| Katowice 30 agosto 2025 | Francia | – | Slovenia | Spodek |

| Katowice 31 agosto 2025 | Polonia | – | Islanda | Spodek |

| Katowice 31 agosto 2025 | Slovenia | – | Belgio | Spodek |

| Katowice 31 agosto 2025 | Israele | – | Francia | Spodek |

| Katowice 2 settembre 2025 | Islanda | – | Slovenia | Spodek |

| Katowice 2 settembre 2025 | Francia | – | Polonia | Spodek |

| Katowice 2 settembre 2025 | Belgio | – | Israele | Spodek |

| Katowice 4 settembre 2025 | Francia | – | Islanda | Spodek |

| Katowice 4 settembre 2025 | Israele | – | Slovenia | Spodek |

| Katowice 4 settembre 2025 | Polonia | – | Belgio | Spodek |

#### Fase finale
Tutte le partite della fase finale si giocheranno alla Arena Riga di Riga.
|  | Ottavi di finale | Ottavi di finale |              |  | Quarti di finale          | Quarti di finale |  |  | Semifinali | Semifinali |  |  | Finale | Finale |
|  |                  |                  |              |  |                           |                  |  |  |            |            |  |  |        |        |
|  | 6 settembre      |                  |              |  |                           |                  |  |  |            |            |  |  |        |        |
|  |                  |                  |              |  |                           |                  |  |  |            |            |  |  |        |        |
|  |                  |                  |              |  |                           |                  |  |  |            |            |  |  |        |        |
|  | 9 settembre      |                  |              |  |                           |                  |  |  |            |            |  |  |        |        |
|  |                  |                  |              |  |                           |                  |  |  |            |            |  |  |        |        |
|  |                  |                  |              |  |                           |                  |  |  |            |            |  |  |        |        |
|  | 7 settembre      |                  |              |  |                           |                  |  |  |            |            |  |  |        |        |
|  |                  |                  |              |  |                           |                  |  |  |            |            |  |  |        |        |
|  |                  |                  |              |  |                           |                  |  |  |            |            |  |  |        |        |
|  |                  |                  | 12 settembre |  |                           |                  |  |  |            |            |  |  |        |        |
|  |                  |                  |              |  |                           |                  |  |  |            |            |  |  |        |        |
|  |                  |                  |              |  |                           |                  |  |  |            |            |  |  |        |        |
|  | 6 settembre      |                  |              |  |                           |                  |  |  |            |            |  |  |        |        |
|  |                  |                  |              |  |                           |                  |  |  |            |            |  |  |        |        |
|  |                  |                  |              |  |                           |                  |  |  |            |            |  |  |        |        |
|  | 9 settembre      |                  |              |  |                           |                  |  |  |            |            |  |  |        |        |
|  |                  |                  |              |  |                           |                  |  |  |            |            |  |  |        |        |
|  |                  |                  |              |  |                           |                  |  |  |            |            |  |  |        |        |
|  | 7 settembre      |                  |              |  |                           |                  |  |  |            |            |  |  |        |        |
|  |                  |                  |              |  |                           |                  |  |  |            |            |  |  |        |        |
|  |                  |                  |              |  |                           |                  |  |  |            |            |  |  |        |        |
|  |                  |                  | 14 settembre |  |                           |                  |  |  |            |            |  |  |        |        |
|  |                  |                  |              |  |                           |                  |  |  |            |            |  |  |        |        |
|  |                  |                  |              |  |                           |                  |  |  |            |            |  |  |        |        |
|  | 6 settembre      |                  |              |  |                           |                  |  |  |            |            |  |  |        |        |
|  |                  |                  |              |  |                           |                  |  |  |            |            |  |  |        |        |
|  |                  |                  |              |  |                           |                  |  |  |            |            |  |  |        |        |
|  | 10 settembre     |                  |              |  |                           |                  |  |  |            |            |  |  |        |        |
|  |                  |                  |              |  |                           |                  |  |  |            |            |  |  |        |        |
|  |                  |                  |              |  |                           |                  |  |  |            |            |  |  |        |        |
|  | 7 settembre      |                  |              |  |                           |                  |  |  |            |            |  |  |        |        |
|  |                  |                  |              |  |                           |                  |  |  |            |            |  |  |        |        |
|  |                  |                  |              |  |                           |                  |  |  |            |            |  |  |        |        |
|  |                  |                  | 12 settembre |  |                           |                  |  |  |            |            |  |  |        |        |
|  |                  |                  |              |  |                           |                  |  |  |            |            |  |  |        |        |
|  |                  |                  |              |  |                           |                  |  |  |            |            |  |  |        |        |
|  | 6 settembre      |                  |              |  |                           |                  |  |  |            |            |  |  |        |        |
|  |                  |                  |              |  | Finale per il terzo posto |                  |  |  |            |            |  |  |        |        |
|  |                  |                  |              |  |                           |                  |  |  |            |            |  |  |        |        |
|  | 10 settembre     | 10 settembre     |              |  | 14 settembre              | 14 settembre     |  |  |            |            |  |  |        |        |
|  | 10 settembre     | 10 settembre     |              |  | 14 settembre              | 14 settembre     |  |  |            |            |  |  |        |        |
|  |                  |                  |              |  |                           |                  |  |  |            |            |  |  |        |        |
|  | 7 settembre      |                  |              |  |                           |                  |  |  |            |            |  |  |        |        |
|  |                  |                  |              |  |                           |                  |  |  |            |            |  |  |        |        |
|  |                  |                  |              |  |                           |                  |  |  |            |            |  |  |        |        |
|  |                  |                  |              |  |                           |                  |  |  |            |            |  |  |        |        |
|  |                  |                  |              |  |                           |                  |  |  |            |            |  |  |        |        |
|  |                  |                  |              |  |                           |                  |  |  |            |            |  |  |        |        |

#### Ottavi di finale
| Riga 6 settembre 2025 | non conosciuta | – | non conosciuta | Arena Riga |

| Riga 6 settembre 2025 | non conosciuta | – | non conosciuta | Arena Riga |

| Riga 6 settembre 2025 | non conosciuta | – | non conosciuta | Arena Riga |

| Riga 6 settembre 2025 | non conosciuta | – | non conosciuta | Arena Riga |

| Riga 7 settembre 2025 | non conosciuta | – | non conosciuta | Arena Riga |

| Riga 7 settembre 2025 | non conosciuta | – | non conosciuta | Arena Riga |

| Riga 7 settembre 2025 | non conosciuta | – | non conosciuta | Arena Riga |

| Riga 7 settembre 2025 | non conosciuta | – | non conosciuta | Arena Riga |

#### Quarti di finale
| Riga 9 settembre 2025 | non conosciuta | – | non conosciuta | Arena Riga |

| Riga 9 settembre 2025 | non conosciuta | – | non conosciuta | Arena Riga |

| Riga 10 settembre 2025 | non conosciuta | – | non conosciuta | Arena Riga |

| Riga 10 settembre 2025 | non conosciuta | – | non conosciuta | Arena Riga |

#### Semifinali
| Riga 12 settembre 2025 | non conosciuta | – | non conosciuta | Arena Riga |

| Riga 12 settembre 2025 | non conosciuta | – | non conosciuta | Arena Riga |

#### Finale 3º posto
| Riga 14 settembre 2025 | non conosciuta | – | non conosciuta | Arena Riga |

### Finale
| Riga 14 settembre 2025                 | non conosciuta | – | non conosciuta | Arena Riga |
| \| \| \| \| \| ? \| Allenatori \| ? \| |                |   |                |            |
|                                        |                |   |                |            |
| ?                                      | Allenatori     | ? |                |            |